# Dicladanthera
Dicladanthera är ett släkte av akantusväxter. Dicladanthera ingår i familjen akantusväxter.
Kladogram enligt Catalogue of Life:
| Dicladanthera | \| \| Dicladanthera forrestii \| \| \| \| \| \| Dicladanthera glabra \| \| \| \| |
|               | \| \| Dicladanthera forrestii \| \| \| \| \| \| Dicladanthera glabra \| \| \| \| |
|               | Dicladanthera forrestii                                                          |
|               |                                                                                  |
|               | Dicladanthera glabra                                                             |
|               |                                                                                  |